# HD 6114
Désignations
HD 6114, également désignée HR 289, est une étoile binaire dans la constellation d'Andromède. Avec une magnitude apparente combinée de 6,46, elle ne peut être vue qu'à l'œil nu dans de bonnes conditions, même dans les meilleures nuits. D'après la mesure de leurs parallaxes annuelles par le satellite Gaia, les deux étoiles du système sont distantes d'approximativement ∼ 350 a.l. (∼ 107 pc) de la Terre.

## Système
La nature binaire de HD 6114 a été découverte par O. W. Struve en 1864. Elle comprend une composante primaire de magnitude 6,76 et une composante secondaire de magnitude plus faible de 8,07. En 2015, la paire avait une séparation angulaire de 1,30″ et était disposée selon un angle de position de 175°. Les deux étoiles orbitent l'une autour de l'autre selon une période de 450 ans et avec une excentricité de 0,80.

## Caractéristiques
La composante primaire, désignée HD 6114 A, est une étoile blanche de la séquence principale de type spectral A9 V,. Avec un âge estimé à 863 millions d'années, elle tourne rapidement sur elle-même avec une vitesse de rotation projetée de 149 km/s, et sa température effective est de 7 611 K.